# Wassenaar
Wassenaar  è una municipalità dei Paesi Bassi di 25 839 abitanti situata nella provincia dell'Olanda Meridionale.
Questo comune (situato tra Leida e L'Aja) è divenuto famoso perché tra il 1995 ed il 1996 vi si sono svolti i lavori preparatori dell'associazione per il controllo del commercio internazionale delle armi e delle tecnologie di alto profilo utili alla loro produzione. L'Associazione ha poi preso il nome di Wassenaar Arrangement (W.A.), anche se la sede operativa è stata fissata a Vienna.
I soci fondatori dell'Associazione sono stati in totale 33 e hanno rappresentato la prima dimostrazione della definitiva fine della contrapposizione tra Est ed Ovest, seguita al crollo del Muro di Berlino e della dissoluzione dell'URSS.

## Accordo di Wassenaar
L'accordo di Wassenaar è il primo accordo multilaterale a carattere globale che controlla contemporaneamente l'export di armi convenzionali e di beni e tecnologie sensibili a doppio uso. Esso non è diretto contro nessuno Stato in particolare, limitandosi ad attuare uno dei principi fondamentali delle Nazioni Unite sulla collaborazione internazionale, lo sviluppo tecnologico anche se con il comune impegno assunto di combattere il terrorismo internazionale, contrastando con fermezza quei Paesi che presentino comportamenti di ostilità nei confronti della comunità internazionale, cercando di evitare trasferimenti di armi o di tecnologie che possano rafforzarli e di impedire le esportazioni verso regioni la cui situazione sia considerata seriamente preoccupante in termini di mantenimento della stabilità e della pace internazionale (aree, ad esempio, in cui siano in corso conflitti o gravi tensioni).
Il W.A. completa e rinforza, senza apportare duplicazioni, gli esistenti regimi di non proliferazione nel settore delle armi di distruzioni di massa e dei vettori idonei al loro trasporto.
I 33 Stati membri fondatori del W.A. sono: Argentina, Australia, Austria, Belgio, Bulgaria, Canada, Repubblica Ceca, Corea del Sud, Danimarca, Finlandia, Francia, Germania, Giappone, Gran Bretagna, Grecia, Irlanda, Italia, Lussemburgo, Nuova Zelanda, Norvegia, Paesi Bassi, Polonia, Portogallo, Romania, Federazione Russa, Repubblica Slovacca, Spagna, Svezia, Svizzera, Turchia, Ucraina, Ungheria e Stati Uniti.
Nel 2005 vengono poi accolti i seguenti nuovi Stati: Estonia, Lettonia, Lituania, Malta, Slovenia, Sudafrica e Croazia.